# Muchea, Brăila
Muchea este un sat în comuna Siliștea din județul Brăila, Muntenia, România.
Localitatea se află la 15 km de municipiul Brăila, pe șoseaua DN23 Brăila - Focșani.